# 米山勉
米山 勉（よねやま つとむ、1956年〈昭和31年〉8月16日 - ）は、日本の実業家。ヨネックス株式会社会長。

## 人物
- 1956年（昭和31年）8月16日生まれ。新潟県出身。ヨネックス創業者：米山稔の長男である[2]。
- 1980年（昭和55年）3月　中央大学商学部卒業。[3]

## 経歴
- 1981年（昭和56年）8月　ヨネックス貿易（現・ヨネックス（株）海外営業部）入社。
- 1985年（昭和60年）8月　取締役。
- 1992年（平成4年）2月　YONEX CANADALIMITED代表取締役会長。
- 1993年（平成5年）4月　ヨネックス株式会社取締役営業本部副部長。
- 1993年（平成5年）6月　常務取締役。
- 1996年（平成8年）1月　YONEX CORPORATION USA代表取締役社長。
- 2004年（平成16年）7月　ヨネックス株式会社専務取締役。
- 2005年（平成17年）12月　専務取締役法務室長。
- 2007年（平成19年）6月　代表取締役社長兼経営統括営業本部長。[4]
- 2015年（平成27年）4月　代表取締役会長。社長に林田草樹専務が就任。[5]